# Trasianka

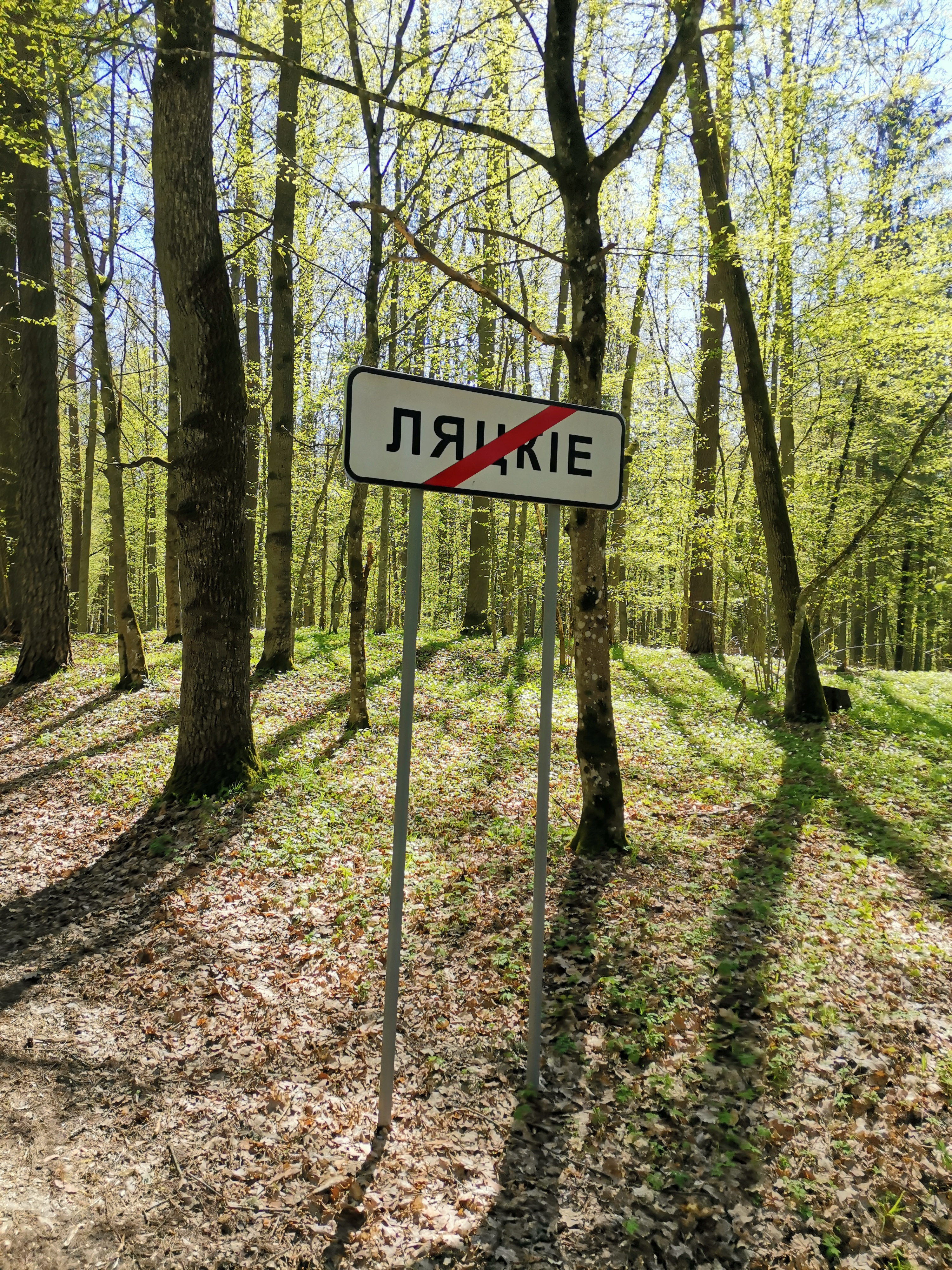
Panneau en langue trasianka.

La trasianka (biélorusse : трасянка) est une forme de dialecte mélangeant le biélorusse et le russe. Il est répandu en Biélorussie et dans les régions frontalières du pays. Il est principalement parlé dans les campagnes.
Il peut être comparé au sourjyk, qui est un mélange d'ukrainien et de russe, ou bien à divers créoles.
Il est le produit de siècles de russification, commencée au temps de l'Empire russe et poursuivie par le régime actuel d'Alexandre Loukachenko.

## Étymologie
Même si le phénomène de mélange des deux langues était connu depuis longtemps, le terme trasianka ne s'est imposé qu'au XXe siècle. Il est maintenant largement utilisé pour décrire ce « dialecte ».
Selon un article du magazine Kroug du 4 avril 1996[réf. souhaitée] : « Le terme trasianka vient du nom de la nourriture pour le gros bétail à cornes, c'est-à-dire les vaches. Quand le fermier n'a pas assez de bon foin, il rajoute de la paille, la mélangeant (растрасаць - rastrasats : mélanger en éparpillant) minutieusement. La vache ne remarque pas la supercherie et mange le mélange (trasianka). Il est vrai que cela ne donne pas plus de lait. C'est comme les Biélorusses : ils ne remarquent pas leur horrible trasianka ni à la maison, ni dans l'autobus, ni au Soviet suprême (Parlement). »

## Histoire
Le trasianka est le résultat de siècles de présence russe et soviétique sur le territoire biélorusse. La proximité des deux langues ainsi que les politiques linguistiques ont joué un rôle important dans la création de ce dialecte. Le trasianka est né des rapports entre la population autochtone d'un côté et l'administration tsariste ainsi que la nouvelle classe dirigeante russe de l'autre.
Selon le linguiste Genadz Tsyhoun[réf. souhaitée], les répressions staliniennes des années 1920-1930 dirigées contre les prétendus nationalistes déviants ont créé une atmosphère de terreur et mené au passage du biélorusse au russe des biélorussophones des centres urbains et villes de province. La migration des Biélorusses des villages vers les villes a encouragé ce phénomène. Cependant, la trasianka ne s'est pas imposée comme langue de communication, car elle était vue comme « inculte » et le russe est devenu dominant.

## Utilisation
Aujourd'hui, la plupart des habitants de Biélorussie parlent le russe classique et la trasianka est reléguée aux villages, ou bien plutôt parlée par des gens plus âgés avec un faible niveau d'éducation. Le biélorusse est considéré par la majorité des habitants comme étant leur langue maternelle, mais il est plus rarement utilisé dans les foyers et encore moins comme langue de communication. Une partie de l'intelligentsia, de l'opposition et de groupes nationalistes ont contribué à garder la langue biélorusse vivante et sa présence dans le monde politique et culturel est importante.
La trasianka est aujourd'hui redécouverte et utilisée par certains chanteurs et écrivains. Souvent, la trasianka donne un caractère populaire et humoristique au texte. Elle illustre bien l'opinion de l'homme de la rue, par exemple, dans les caricatures du journal BelGazeta. Elle se prête bien aussi aux projets satiriques comme « Sasha et Sirioja », dans lequel les deux personnages commentent l'actualité en chanson.
Selon le chanteur et musicien biélorussophone Liavon Volski (des groupes N.R.M. et « Krambambulia ») : « Il arrive de passer à la trasianka quand il faut souligner l'ironie du moment. Et dans les œuvres, quand il faut souligner l'ironie d'un personnage : son étroitesse d'esprit, sa stupidité, ou bien des choses tout simplement rigolotes. La trasianka est entrée dans ma vie à long terme. Et avant ça, seulement quelques mots : « padhadziachtche » (venez par ici) ou « vabchtche » (en général)… »
Un autre rockeur, Siarheï Mihalok (du groupe Liapis Trubiatskoï et du projet « Sasha i Sirioja ») : « Je ne maîtrise pas le biélorusse à un niveau suffisant pour ironiser. C'est mon folklore, la langue des rues. Je connais la substance de la vie. Je me suis débauché, j'ai été à des pique-niques, j'ai fait le punk, je suis allé de ville en ville. Même les criminels parlent en trasianka. Mes amis parlent en trasianka - Hatson (Sasha de « Sasha i Sirioja »), des poètes, des artistes, des gens du théâtre. La trasianka me paraissait plus facile que le biélorusse. »

## Statut linguistique
En raison de la connotation négative du mot « trasianka », il a été suggéré de l'abandonner dans le débat linguistique et d'utiliser plutôt le terme « discours mixte biélorusse-russe ». La discussion scientifique sur ce mélange linguistique a commencé dans la première moitié des années 1990. Des érudits biélorusses influents ont souligné la manière spontanée, individuelle, « au coup par coup » ou même « chaotique » de mélanger la parole entre les deux langues locales,. Cependant, ces débats « préliminaires » reposaient principalement sur des observations informelles, en raison de l’absence de corps de texte dans le discours mixte. Une première étude de cas empirique sur le phénomène n'a été entreprise qu'au début des années 2000 dans la capitale, Minsk.

## Littérature
- Калита И. В., Современная Беларусь: языки и национальная идентичность. Ústí nad Labem,  (ISBN 978-80-7414-324-3), 2010, 300 s. s. 112-190.